# Сент-Ім'є
Сент-Ім'є (фр. Saint-Imier) — громада  в Швейцарії в кантоні Берн, адміністративний округ Бернська Юра.

## Географія
Громада розташована на відстані близько 45 км на північний захід від Берна.
Сент-Ім'є має площу 20,9 км², з яких на 9,3% дозволяється будівництво (житлове та будівництво доріг), 49,4% використовуються в сільськогосподарських цілях, 40,6% зайнято лісами, 0,7% не є продуктивними (річки, льодовики або гори).

## Демографія
2019 року в громаді мешкало 5140 осіб (+7,7% порівняно з 2010 роком), іноземців було 30,2%. Густота населення становила 246 осіб/км².
За віковим діапазоном населення розподілялося таким чином: 20,4% — особи молодші 20 років, 60,3% — особи у віці 20—64 років, 19,3% — особи у віці 65 років та старші. Було 2489 помешкань (у середньому 2 особи в помешканні).
Із загальної кількості 3683 працюючих 57 було зайнятих в первинному секторі, 1360 — в обробній промисловості, 2266 — в галузі послуг.